# ماكسيم إينيت
ماكسيم إينيت (مواليد 26 مايو 1996) هو سبّاح من الجبل الأسود، مثّل بلاده في الألعاب الأولمبية الصيفية 2016.

## روابط خارجية
ماكسيم إينيت على موقع الاتحاد الدولي للسباحة (الإنجليزية)
- ماكسيم إينيت على موقع أوليمبيديا (الإنجليزية)